# Jacksonia sericea
Jacksonia sericea, thường được biết đến với tên Waldjumi, là một loàicây bụi hoặc thân gỗ nhỏ có mặt ở phía nam Tây Úc.